# 조기간
조기간(趙基竿, 일본식 이름: 天谷正아마야 다다시, 1892년 4월 17일 ~ 1969년 3월 10일)은 일제강점기의 천도교 지도자로, 본적은 서울특별시 종로구 권농동이다.

## 생애
1901년 천도교에 입교했으며 1918년 보성법률상업학교를 졸업했다. 1923년부터 1934년까지 천도교청년당 당두, 대표, 부대표, 상무위원, 중앙집행위원, 위원, 훈련부장, 기무과, 통훈과 상무를 지냈다.
1930년 1월 천도교중앙종리원 도쿄 종리원 원장으로 선출되었고 1934년 시중회 발기인 겸 회원으로 참여했다. 1937년부터 1939년까지 천도교중앙종리원 총정(總正)을 역임했으며 1939년 4월부터 1940년 1월까지 성도관정(誠道觀正) 겸 경도관정(敬道觀正), 1940년 4월부터 1942년까지 교화관장(敎化觀長)을 역임했다. 국민정신총동원천도교연맹 이사(1939년 6월 ~ 1940년 11월)와 상임이사, 상무이사(1939년 6월 ~ 1940년 11월, 1940년 ~ 1944년)를 역임했으며 1941년 9월 임전대책협의회 채권가두판매대 청량리대와 조선임전보국단 발기인 겸 평의원으로 참여했다.
1940년 11월 천도교 신궁참배단의 일원으로 일본 신궁을 참배했으며 천도교중앙종리원 부교령(副敎領, 1944년, 1945년)과 교환관장(1944년)을 역임했다. 1944년 9월 천도교 부여신궁조영 근로봉사단에 참여했고 1945년 국민총력조선연맹 주최로 열린 종교 단체 간부 황민연성회에 참석했다. 민족문제연구소의 친일인명사전 수록자 명단의 종교 부문, 친일반민족행위진상규명위원회가 발표한 친일반민족행위 705인 명단에 포함되었다.

## 참고자료
- 친일반민족행위진상규명위원회 (2009). 〈조기간〉. 《친일반민족행위진상규명 보고서 Ⅳ-16》. 서울. 630~667쪽.